# Bruno Boschetti
Bruno Boschetti (1947) è un attore italiano.
Ha principalmente interpretato ruoli da caratterista in oltre 80 film nel periodo che va dal 1968 al 1980.

## Biografia
Bruno Boschetti, diplomato al centro sperimentale di cinematografia nel 1968 esordisce al cinema nel film Il pistolero segnato da Dio del regista Giorgio Ferroni.
Viene ricordato per i suoi ruoli nei film Metti lo diavolo tuo ne lo mio inferno di Bitto Albertini e Amore e morte nel giardino degli dei con la regia di Sauro Scavolini entrambi del 1972.
Nel 1980 avviene la sua ultima recitazione nel film Prima della lunga notte (L'ebreo fascista) del regista Franco Molè.  

## Filmografia parziale

### Cinema
- Il pistolero segnato da Dio, regia di Giorgio Ferroni (1968)
- Indovina chi viene a merenda?, regia di Marcello Ciorciolini (1968)
- El "Che" Guevara, regia di Paolo Heusch (1968)
- Bocche cucite, regia di Pino Tosini (1968)
- Zorro alla corte d'Inghilterra, regia di Franco Montemurro (1969)
- Love Birds - Una strana voglia d'amare, regia di Mario Caiano (1969)
- Il rosso segno della follia, regia di Mario Bava (1969)
- Sai cosa faceva Stalin alle donne?, regia di Maurizio Liverani (1969)
- Sono Sartana il vostro becchino, regia di Giuliano Carnimeo (1969)
- Vedo nudo, regia di Dino Risi (1969)
- Scacco alla regina, regia di Pasquale Festa Campanile (1969)
- La notte dei serpenti, regia di Giulio Petroni (1969)
- E venne il giorno dei limoni neri, regia di Camillo Bazzoni (1970)
- The underground - Il clandestino, regia di Pino Mercanti (1970)
- Con quale amore, con quanto amore, regia di Pasquale Festa Campanile (1970)
- La belva, regia di  Mario Costa (1970)
- La notte dei serpenti, regia di Giulio Petroni (1970)
- L'inafferrabile invincibile Mr. Invisibile, regia di  Antonio Margheriti (1970)
- Matalo!, regia di Cesare Canevari (1970)
- Le avventure di Gerard, regia di Jerzy Skolimowski (1970)
- L'interrogatorio, regia di Vittorio De Sisti (1970)
- Il merlo maschio, regia di Pasquale Festa Campanile (1971)
- Il sole nella pelle, regia di Giorgio Stegani (1971)
- Rimase uno solo e fu la morte per tutti!, regia di Edoardo Mulargia (1971)
- La controfigura, regia di Romolo Guerrieri (1971)
- La vittima designata, regia di Maurizio Lucidi (1971)
- Veruschka poesia di una donna, regia di Franco Rubartelli (1971)
- Causa di divorzio, regia di Marcello Fondato (1971)
- Confessione di un commissario di polizia al procuratore della Repubblica, regia di Damiano Damiani (1971)
- Homo eroticus, regia di Marco Vicario (1971)
- Anche se volessi lavorare, che faccio?, regia di Flavio Mogherini (1972)
- Il prode Anselmo e il suo scudiero, regia di Bruno Corbucci (1972)
- I racconti romani di una ex novizia, regia di Pino Tosini (1972)
- La mano lunga del padrino, regia di Nardo Bonomi (1972)
- Il santo patrono, regia di Bitto Albertini (1972)
- Quel gran pezzo dell'Ubalda tutta nuda e tutta calda, regia di Mariano Laurenti (1972)
- Uccidere in silenzio, regia di Giuseppe Rolando (1972)
- Senza ragione, regia di Silvio Narizzano (1972)
- Amore e morte nel giardino degli dei, regia di Sauro Scavolini (1972)
- Metti lo diavolo tuo ne lo mio inferno, regia di Bitto Albertini (1972)
- I figli di nessuno, regia di Bruno Gaburro (1973)
- La notte dell'ultimo giorno, regia di Adimaro Sala (1973)
- Sono stato io, regia di Alberto Lattuada (1973)
- Cuore, regia di Romano Scavolini (1973)
- Cristiana monaca indemoniata, regia di Sergio Bergonzelli (1973)
- Lo chiamavano Tresette... giocava sempre col morto, regia di Giuliano Carnimeo (1973)
- ...e continuavano a mettere lo diavolo ne lo inferno, regia di Bitto Albertini (1973)
- Milano trema: la polizia vuole giustizia, regia di Sergio Martino (1973)
- La morte negli occhi del gatto, regia di Antonio Margheriti (1973)
- Senza ragione, regia di Silvio Narizzano (1973)
- Sette monache a Kansas City, regia di Marcello Zeani (1973)
- Tutti per uno... botte per tutti, regia di Bruno Corbucci (1973)
- Vogliamo i colonnelli, regia di Mario Monicelli (1973)
- Fatevi vivi, la polizia non interverrà, regia di Giovanni Fago (1974)
- I figli di nessuno, regia di Bruno Gaburro (1974)
- La pazienza ha un limite... noi no!, regia di Franco Ciferri (1975)
- Istantanea per un delitto, regia di Mario Imperoli (1975)
- Prima della lunga notte (L'ebreo fascista), regia di Franco Molè (1980)